# Vlažno područje
Vlažnim područjem naziva se područje s ekosustavom na prijelazu između suhog i mokrog. Ovaj pojam obuhvaća različite tipove životnih okoliša, kao što su močvare, tresetišta, riječni rukavci ("mrtvaje"), močvarne šume, močvarne livade i slična, veći dio godine poplavljena područja. Flora i fauna su prilagođeni cjelogodišnjem višku vode.
Vlažna područja imaju vrlo velik ekološki značaj jer brojnom vodenim i močvarnim pticama služe kao stanište, odmorište ili zimovalište. Vlažna područja pokrivaju oko 6% zemljine površine, ali u primarnoj produkciji neto biomase sudjeluju s oko 24% što znači da su to visokoproduktivni ekosustavi. Pored toga, vrlo su efikasan filter podzemnih voda, a i pružaju vrlo dobru zaštitu od poplava. Konvencijom iz Ramsara vlažna područje stavljena su pod zaštitu.
Značajna vlažna područja su na primjer Pantanal, Everglades i plitke morske obale.

## Vanjske poveznice

### Ostali projekti
|  | Zajednički poslužitelj ima još gradiva o temi Vlažna područja |